# コルメイユ＝ザン＝パリジ
コルメイユ＝ザン＝パリジ （Cormeilles-en-Parisis）は、フランス、イル＝ド＝フランス地域圏、ヴァル＝ドワーズ県のコミューン。コルメイユはパリに非常に近いにもかかわらず、全体的に緑の多いまちである。

## 由来
Cormeillesの名は、ときにCormeilと書かれた。これはナナカマド属のイエバエ（en:Sorbus domestica、仏語ではcormier）から由来すると考えられる。Parisisとは、ガリア系のパリシイ族に由来する。

## 歴史

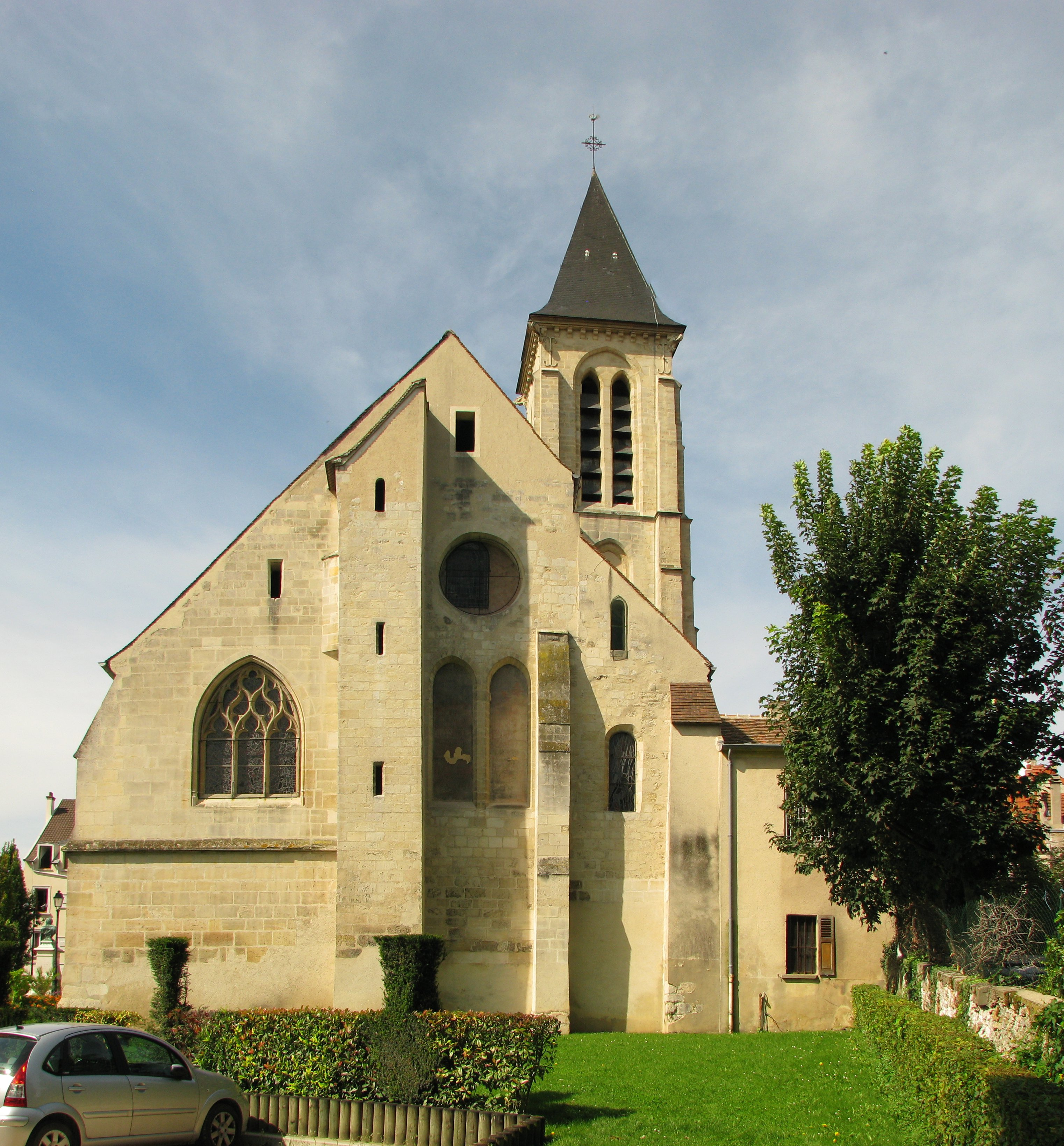
サン＝マルタン教会

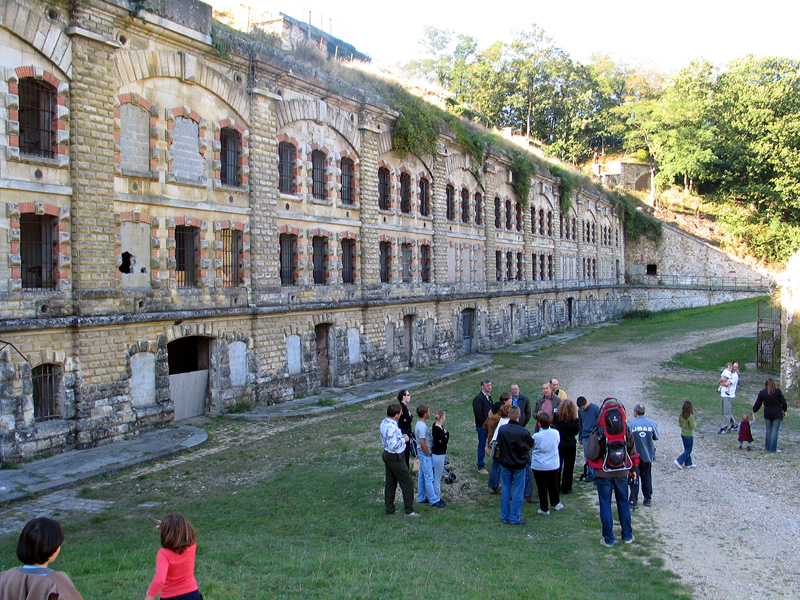
コルメイユ要塞

最古の人の定住の記録は紀元前4000年頃である。ローマ時代3世紀のヴィッラ跡がコルメイユで見つかっている。
まちとしてのコルメイユに初めて言及されたのは697年である。メロヴィング朝の王キルデベルト4世はその憲章の中で、アルジャントゥイユの修道女たちにCornioletusの王家の森を提供するようにふれている。832年、コルメイユの名はサン＝ドニ修道院の憲章の中に登場する。フランス革命までは、コルメイユはサン＝ドニ修道院を領主とするまちだった。建築史家たちは、サン＝ドニ大聖堂を建てる前の研究材料として、コルメイユの教会や納骨堂は12世紀にシュジェールが建てさせたとみなしている。
おそらく古い遺跡の上に建てられたのだろう、教会には高い塔があった。ジャン2世、シャルル5世がイングランドの捕虜となっていた間、敵は塔を破壊させた。
この時代のコルメイユは、ワインを生産する農村だった。中世のコルメイユのブドウ畑は品質が高く、王が贈り物として贈ったものだった。
1789年三部会（fr）のため、コルメイユのブドウ農家は農産物はパリの門に入るともはや課税されないと主張した。この時代のコルメイユと隣のラ・フレット、合わせて538ヘクタールのブドウ畑があった。
1791年、ダゲールは父親が新しい仕事を見つけたオルレアンへ向かった。パリの食糧不足が深刻になったので、ブドウ栽培は主に穀物や野菜の生産に置き換えられた。19世紀初頭、コルメイユで石膏採掘が始められた。
1870年の戦争中、プロイセン軍によってワイン販売がパリで一時停止させられた。ビールが支持されたのである。毎週日曜日になると、パリ市民は西へ郊外へ向かった。シャトゥー、アルジャントゥイユ、コルメイユでは今まで以上にワインが生産されていたのである。イチジクや他の発色剤が混ぜられたワインの品質は低いものだった。
フランスの鉄道網が整備され、南部からワインを輸送することが可能となると、イル＝ド＝フランスのワイン作りはその重要性を失った。19世紀後半、害虫フィロキセラによってフランス全土のブドウ農家が壊滅的被害を受けることになるが、この時点でフィロキセラは到達していなかった（19世紀フランスのフィロキセラ禍）。
1874年から1877年までの間に、パリ最大の軍事要塞の1つ、コルメイユ要塞が築かれた。映画『将軍たちの夜』などいくつかの作品の舞台とされた。
1892年、鉄道はコルメイユに達した。パリからまちの賑わいが移ってきて、ブルジョワが別荘をコルメイユにかまえた。
鉄道到着後の19世紀終わりから20世紀始め、まちは力強く成長していった。多くの中産階級の世帯がパリに近いコルメイユへ移住してきた。彼らは別荘の建設を地元建築家に委託し、折衷主義とアールヌーヴォーの香りを建物に浸透させた。
1930年代、多くの外国人労働者、ブルトン人、中国人、ポーランド人、セルビア人、チェコ人、ポルトガル人、マグレブ出身者などがコルメイユへ移動してきた。初期の多様な移民は、まちの個性の一部となっている。1980年代始め、採石場で有害物質の排出が起きるため、事態を正すよう求められた。

## 人口統計
| 1962年 | 1968年 | 1975年 | 1982年 | 1990年 | 1999年 | 2006年 |
| ------ | ------ | ------ | ------ | ------ | ------ | ------ |
| 11 486 | 13 829 | 14 063 | 14 484 | 17 417 | 19 822 | 21 503 |

## 関係者

### 出身者
- ルイ・ジャック・マンデ・ダゲール
- ボリス・ディアウ
- ロベール・ユー

### 居住その他ゆかりある人物
- イリナ・ユスポヴァ - この地で死去